# Ranhados (Mêda)
Ranhados ist eine Gemeinde (Freguesia) im portugiesischen Kreis Mêda. In ihr leben 234 Einwohner (Stand 19. April 2021).